# Gol Angūn
Gol Angūn (persiska: گُلَنگون, Golangūn, Kolangūn, کلنگون, گل انگون) är en ort i Iran.   Den ligger i provinsen Bushehr, i den centrala delen av landet, 700 km söder om huvudstaden Teheran. Gol Angūn ligger 89 meter över havet och antalet invånare är 645.
Terrängen runt Gol Angūn är huvudsakligen platt, men åt sydost är den kuperad. Runt Gol Angūn är det ganska glesbefolkat, med 40 invånare per kvadratkilometer. Närmaste större samhälle är Borāzjān, 19,1 km norr om Gol Angūn. Trakten runt Gol Angūn är ofruktbar med lite eller ingen växtlighet.